# Soledad Villamil
Soledad Villamil, née le 19 juin 1969 à La Plata, est une actrice et chanteuse de tango argentine.

## Biographie
C'est en 2009 que Soledad Villamil atteint la consécration internationale, en interprétant la belle Irene Menéndez Hastings, supérieure hiérarchique du ministère fédéral de la justice, dans La pregunta de sus ojos (Dans ses yeux), du réalisateur Juan José Campanella. 
Aimée secrètement du héros Benjamín Espósito, juge d'instruction interprété par Ricardo Darín, elle emporte de nombreux prix pour son rôle : Condor d'argent, prix Sud, prix Clarín et prix du Círculo de Escritores Cinematográficos de la meilleure actrice, ainsi que le Goya du meilleur espoir féminin.
La pregunta de sus ojos remporte également le Prix Goya du meilleur film étranger en langue espagnole en 2010 et, trois semaines plus tard, l'Oscar du meilleur film en langue étrangère.

## Filmographie sélective
- 1999 : El mismo amor, la misma lluvia de Juan José Campanella - Laura
- 2002 : L'Ours rouge d'Adrián Caetano - Natalia
- 2004 : C'est pas toi, c'est moi de Juan Taratuto - María
- 2009 : Dans ses yeux de Juan José Campanella - Irene Menéndez Hastings
- 2012 : Usurpateur d'Ana Piterbarg - Claudia
- 2023 : Fermer les yeux (Cerrar los ojos) de Victor Erice

## Distinctions
- Condor d'argent de la meilleure actrice argentine pour El mismo amor, la misma lluvia et Dans ses yeux
- Prix Sud de la meilleure actrice argentine pour Dans ses yeux
- Prix Clarín de la meilleure actrice argentine pour El mismo amor, la misma lluvia, C'est pas toi, c'est moi et Dans ses yeux
- Prix du Círculo de Escritores Cinematográficos de la meilleure actrice pour Dans ses yeux
- Goya du meilleur espoir féminin pour Dans ses yeux
- Fondation Konex : diplôme aux six meilleures actrices argentines des années 2000 (avec Adriana Aizenberg, Valeria Bertuccelli, Graciela Borges, Érica Rivas et María Vaner)